# Nero Wolfe
Nero Wolfe est un détective de fiction créé par le romancier américain Rex Stout, et qui fait ses premiers pas en 1934. L'assistant personnel de Wolfe, Archie Goodwin, raconte les affaires menées par ce détective de génie dans 33 romans et 39 nouvelles des années 1930 aux années 1970, la plupart se déroulant à New York. C'est un détective en fauteuil, qui résout les énigmes policières à distance.

## Personnage
Le personnage de Nero Wolfe ne vieillit jamais et reste à l'âge de 56 ans dans tous les récits où il apparaît. Il est décrit par le narrateur, Archie Goodwin, comme pesant 130 kg.
Les récits le disent né au Monténégro, à l'exception d'un roman où le personnage dit être né aux États-Unis. Rex Stout raconte que son ami Louis Adamic, né au Monténégro, lui a inspiré ce lieu de naissance. Dans sa jeunesse, Nero Wolfe était aventureux, et a travaillé comme espion pour le gouvernement autrichien lors de la seconde Guerre mondiale. Ce personnage a été rapproché de Sherlock Holmes, car son nom fait écho au sien.
Il vit dans une luxueuse maison faite en brownstone dans la rue West 35th Street à New York. Sa maison a deux étages, une grande cave, une serre pour ses orchidées, un ascenseur personnel, et un système d'alarme autour de sa chambre.
Nero Wolfe est aussi décrit comme un gourmet et un gourmand. Son cuisinier Fritz Brenner lui prépare des plats de choix. Ses préférés sont l'alose et le canard. C'est aussi un connaisseur en vins. Sa réputation de gourmet lui permet de faire des conférences en gastronomie.
Il passe quatre heures par jour avec ses orchidées. Il en cultive de nombreuses espèces dans la serre de sa maison, sa favorite étant le phalaenopsis. Il en vend rarement, mais il lui arrive de les offrir.
Il vit à New York au n° 922 ouest, 35° rue, le numéro de téléphone d'Archie Goodwin est Proctor 5 500.

## Excentricités
Il n'autorise personne à l'appeler par son prénom.
Il déteste voyager et ne sort pratiquement jamais de chez lui. Lorsque c'est le cas, c'est Archie Goodwin qui le conduit.
Il suit de manière très stricte un emploi du temps rigoureux. Il reste avec le jardinier Horstmann dans la serre de 9 heures à 11 heures. Le déjeuner est servi à 13 h 15. Il retourne dans la salle des plantes de 16 heures à 18 heures. Le dîner est servi à 19 h 15 ou 19 h (dans un roman, il est servi à 8 heures).
Il boit de grandes quantités de bière, du matin au soir.
Il considère que "toute musique est un vestige de barbarie".
Il montre une aversion pathologique pour la compagnie des femmes. Cette attitude parfois lue comme misogyne est peut-être due à une rencontre de jeunesse avec une femme fatale. Il pense que toutes les femmes sont enclines à l'hystérie et ne savent pas maîtriser leur sensibilité.
Il ne supporte pas d'être touché par qui que ce soit.
Dans toutes ses enquêtes, Nero Wolfe résout les mystères en réfléchissant à partir des faits que lui apportent Archie Goodwin et d'autres, et des réponses qu'il obtient des suspects qu'il interroge. Il se met à réfléchir les yeux fermés, la respiration profonde, les lèvres en mouvement. Archie raconte qu'il ne réagit jamais durant ses transes, et il ne dérange pas ses méditations.

## Titres de la sérieNero Wolfe

### Romans
1. Fer-de-Lance (1934) Publié en français sous le titre Fer-de-lance, Paris, Gallimard, coll. « Le Scarabée d'Or » no 6, 1937 ; réédition, Paris, 10/18 no 1966, 1988 Publié en français dans une nouvelle traduction intégrale sous le titre Fer-de-lance dans Rex Stout, vol. 1, Paris, Librairie des Champs-Élysées, coll. « Les Intégrales du Masque », 1996 ; réédition de cette traduction intégrale révisée, Paris, Éditions du Masque, coll. « Masque poche » no 25, 2013
2. The League of Frightened Men (1935) Publié en français sous le titre Les Compagnons de la peur, Paris, Gallimard, coll. « Le Scarabée d'Or » no 26, 1939 ; réédition, Paris, Fayard, coll. « L'Homme aux orchidées » no 5, 1949 ; réédition, Paris, 10/18 no 1967, 1988 Publié en français dans une nouvelle traduction intégrale sous le titre Les Compagnons de la peur dans Rex Stout, vol. 1, Paris, Librairie des Champs-Élysées, coll. « Les Intégrales du Masque », 1996 ; réédition, Paris, Éditions du Masque, coll. « Masque poche » no 61, 2015
3. The Rubber Band (1936) Publié en français sous le titre La Bande élastique, Paris, Gallimard, coll. « Le Scarabée d'Or » no 20, 1938 ; réédition, Paris, Fayard, coll. « L'Homme aux orchidées » no 3, 1949 ; réédition, Paris, Librairie des Champs-Élysées, coll. « Club des Masques » no 252, 1975 ; réédition, Paris, Édito-Service, coll. « Les Classiques du crime », 1981 ; réédition sous le titre Le Secret de la bande élastique, Paris, Rivages, coll. « Rivages/Mystère » no 1, 1988 Publié en français dans une nouvelle traduction intégrale sous le titre La Bande élastique dans Rex Stout, vol. 1, Paris, Librairie des Champs-Élysées, coll. « Les Intégrales du Masque », 1996
4. The Red Box (1937) Publié en français sous le titre La Cassette rouge, Paris, Fayard, coll. « L'Homme aux orchidées » no 6, 1949 ; réédition, Paris, Librairie des Champs-Élysées, coll. « Club des Masques » no 208, 1974 ; réédition, Paris, coll. « Rivages/Mystère » no 3, 1988 Publié en français dans une nouvelle traduction intégrale sous le titre La Cassette rouge dans Rex Stout, vol. 1, Paris, Librairie des Champs-Élysées, coll. « Les Intégrales du Masque », 1996
5. Too Many Cooks (1938) Publié en français sous le titre La Sauce zingara, Paris, Fayard, coll. « L'Homme aux orchidées » no 4, 1949 ; réédition, Paris, Librairie des Champs-Élysées, coll. « Club des Masques » no 200, 1974
6. Some Buried Caesar (1939) Publié en français sous le titre L'Homme aux orchidées, Paris, Fayard, coll. « L'Homme aux orchidées » no 1, 1948 ; réédition, Paris, Librairie des Champs-Élysées, coll. « Club des Masques » no 150, 1972, réimpression, 1989 Publié en français dans une nouvelle traduction intégrale sous le titre L'homme aux orchidées, Paris, Librairie des Champs-Élysées, coll. « Le Masque » no 2469, 2002
7. Over My Dead Body (1940) Publié en français sous le titre Meurtre au vestiaire, Paris, Fayard, coll. « L'Homme aux orchidées » no 7, 1949 ; réédition, Paris, Librairie des Champs-Élysées, coll. « Club des Masques » no 317, 1977 ; réédition, Paris, coll. « Rivages/Mystère » no 6, 1988
8. Where There's a Will (1940) Publié en français sous le titre Sept millions de dollars, Paris, Fayard, coll. « L'Homme aux orchidées » no 10, 1950 ; réédition, Paris, Librairie des Champs-Élysées, coll. « Club des Masques » no 292, 1976
9. The Silent Speaker (1946) Publié en français sous le titre La Voix du mort, Paris, Fayard, coll. « L'Homme aux orchidées » no 11, 1950 ; réédition, Paris, Librairie des Champs-Élysées, coll. « Club des Masques » no 185, 1973
10. Too Many Women (1947) Publié en français sous le titre Trop de femmes, Paris, Fayard, coll. « L'Homme aux orchidées » no 9, 1950 ; réédition, Paris, Librairie des Champs-Élysées, coll. « Club des Masques » no 166, 1973
11. And Be a Villain ou More Deaths Than One [G.-B.] (1948) Publié en français sous le titre Ici, Radio New York, Paris, Fayard, coll. « L'Homme aux orchidées » no 2, 1949 ; réédition, Paris, Librairie des Champs-Élysées, coll. « Club des Masques » no 283, 1976 ; réédition, Paris, 10/18 no 1969, 1988
12. The Second Confession (1949) Publié en français sous le titre La Seconde Confession, Paris, Fayard, coll. « L'Homme aux orchidées » no 12, 1951 ; réédition, Paris, Librairie des Champs-Élysées, coll. « Club des Masques » no 301, 1977
13. In the Best Families ou Even in the Best Families [G.-B.] (1950) Publié en français sous le titre Ça arrive dans les meilleures familles, Paris, Fayard, coll. « L'Homme aux orchidées » no 13, 1951 ; réédition, Paris, Librairie des Champs-Élysées, coll. « Club des Masques » no 292, 1976 Publié en français dans une traduction révisée et complétée sous le titre Ça arrive dans les meilleures familles, Paris, Librairie des Champs-Élysées, coll. « Le Masque » no 2480, 2003
14. Murder by the Book (1951) Publié en français sous le titre Un roman a tué, Paris, Fayard, coll. « L'Homme aux orchidées » no 15, 1952
15. Prisoner's Base ou Out Goes She [G.-B.] (1952) Publié en français sous le titre Trois femmes et un homme, Paris, Fayard, coll. « L'Homme aux orchidées » no 17, 1953 ; réédition, Paris, Librairie des Champs-Élysées, coll. « Club des Masques » no 226, 1974
16. The Golden Spiders (1953) Publié en français sous le titre Les Araignées d'or, Paris, Fayard, coll. « L'Homme aux orchidées » no 19, 1954 ; réédition, Paris, Librairie des Champs-Élysées, coll. « Club des Masques » no 159, 1972
17. The Black Mountain (1954) Publié en français sous le titre La Montagne noire, Paris, Fayard, coll. « L'Homme aux orchidées » no 21, 1955
18. Before Midnight (1955) Publié en français sous le titre Avant minuit, Paris, Fayard, coll. « Les 3 A », 1957 ; réédition, Paris, Librairie des Champs-Élysées, coll. « Club des Masques » no 193, 1973
19. Might as Well Be Dead (1956) Publié en français sous le titre J'aurais mieux fait de mourir, Paris, Fayard, coll. « Les 3 A », 1958 ; réédition, Paris, Librairie des Champs-Élysées, coll. « Club des Masques » no 217, 1974
20. If Death Ever Slept (1957)
21. Champagne for One (1958)
22. Plot It Yourself ou Murder in Style (G.-B.) (1959)
23. Too Many Clients (1960) Publié en français sous le titre Trop de clients, Paris, Librairie des Champs-Élysées, coll. « Le Masque » no 763, 1962 ; réédition, Paris, Librairie des Champs-Élysées, coll. « Club des Masques » no 245, 1975 Publié en français dans une traduction révisée et complétée sous le titre Trop de clients, Paris, Librairie des Champs-Élysées, coll. « Le Masque » no 763, 2003
24. The Final Deduction (1961) Publié en français sous le titre Les Infaillibles, Bruxelles, Dupuis, coll. « Mi-nuit » no 8, 1966 ; réédition, Paris, 10/18 no 1968, 1988
25. Gambit (1962)
26. The Mother Hunt (1963) Publié en français sous le titre Ce bébé est pour vous, Paris, Librairie des Champs-Élysées, coll. « Le Masque » no 873, 1965
27. A Right to Die (1964) Publié en français sous le titre Le Droit de mourir, Paris, Dupuis, coll. « Mi-nuit » no 23, 1967
28. The Doorbell Rang (1965) Publié en français sous le titre On sonne à la porte, Paris, Librairie des Champs-Élysées, coll. « Le Masque » no 1003, 1968 ; réédition, Paris, Librairie des Champs-Élysées, coll. « Club des Masques » no 176, 1973
29. Death of a Doxy (1966)
30. The Father Hunt (1968)
31. Death of a Dude (1969)
32. Please Pass the Guilt (1973) Publié en français sous le titre Quarante dollars d'orchidées, Paris, Librairie des Champs-Élysées, coll. « Le Masque » no 1364, 1975
33. A Family Affair (1975)

### Recueils de courts romans
- Black Orchids (1942) - contient : Black Orchids ; Cordially Invited to Meet Death Publié en français sous le titre Les Orchidées noires, Paris, Fayard, coll. « L'Homme aux orchidées » no 14, 1952 ; réédition, Paris, Librairie des Champs-Élysées, coll. « Club des Masques » no 311, 1977
- Not Quite Dead Enough (1944) - contient : Not Quite Dead Enough ; Booby Trap Publié en français sous le titre Double Piège, Paris, Fayard, coll. « L'Homme aux orchidées » no 8, 1949
- Trouble in Triplicate (1947) - contient : Help Wanted, Male ; Instead of Evidence (Murder on Tuesday) ; Before I Die Publié en français sous le titre Je vous regarderai mourir, Paris, Fayard, coll. L'Homme aux orchidées no 16, 1953 ; réédition, Paris, Librairie des Champs-Élysées, coll. « Club des Masques » no 262, 1976

Note : Le recueil français ne contient pas Murder on Tuesday.
- Three Doors to Death (1949) - contient : Man Alive ; Omit Flowers ; Door to Death Publié en français sous le titre Deux portes sur la mort, Paris, Fayard, coll. L'Homme aux orchidées no 18, 1954 ; réédition, Paris, Librairie des Champs-Élysées, coll. « Club des Masques » no 259, 1975

Note : Le recueil français ne contient pas Omit Flowers.
- Curtains for Three (1950) - contient : Bullet for One ; The Guns with Wings ; Disguise for Murder
- Triple Jeopardy (1952) - contient : The Cop-Killer ; The Squirt and the Monkey ; Home to Roost Publié en français sous le titre Le Singe et le Vampire, suivi de Le Revolver (The Gun with Wings), Paris, Librairie des Champs-Élysées, coll. « Le Masque » no 1496, 1977

Note : Le recueil français réunit deux courts romans issus de deux recueils originaux différents.
- Three Men Out (1953) - contient : This Won't Kill You ; Invitation to Murder ; The Zero Clue Publié en français sous le titre Invitation au meurtre, Paris, Fayard, coll. L'Homme aux orchidées no 15, 1952 ; réédition, Paris, Librairie des Champs-Élysées, coll. « Club des Masques » no 326, 1977
- Three Witnesses (1955) - contient : When a Man Murders... ; Die Like a Dog ; The Next Witness

Dans la plus stricte intimité, Paris, Fayard, coll. L'Homme aux orchidées no 20, 1955 ; réédition, Paris, Librairie des Champs-Élysées, coll. « Club des Masques » no 274, 1976
Note : Ce recueil français reprend Murder on Tuesday et Omit Flowers, deux courts romans non publiés lors des parutions de Je vous regarderai mourir et Deux portes sur la mort.
- Three for the Chair (1957) - contient : Immune to Murder ; A Window for Death ; Too Many Detectives
- And Four to Go (1958) - contient : Christmas Party ; Easter Parade ; Fourth of July Picnic ; Murder is No Joke
- Three at Wolfe's Door (1960) - contient : Method Three for Murder ; Poison à la Carte ; The Rodeo Murder
- Homicide Trinity (1962) - contient : Counterfeit for Murder ; Death of a Demon ; Eeny Meeny Murder Mo
- Trio for Blunt Instruments (1964) - contient : Kill Now—Pay Later ; Blood Will Tell ; Murder is Corny
- Death Times Three (1985) - trois courts romans posthumes : Bitter End ; Frame-Up for Murder, Assault on a Brownstone Publié en français sous le titre Un goût d'amertume, Paris, Lefrancq, 1991

Note : Le recueil français omet le dernier texte.

### Nouvelles
Des nouvelles de Nero Wolfe sont parues dans Mystère magazine :
- no 62, mars 1953, Stout, Rex, Plus d'orchidées pour Miss Brown (The Affair of the Twisted Scarf ou Disguise for Murder - 1950) (réédité dans L'Anthologie du mystère no 7, septembre 1965)
- no 72, janvier 1954, Stout, Rex, On demande un complice (Help Wanted Male - 1945) (réédité dans une autre traduction sous le titre On demande un sosie, dans Anthologie de la littérature policière, Ramsay, 1980)
- no 66, juillet 1953, Stout, Rex, Dans un fauteuil, (The Cop-Killer - 1951)
- no 107, décembre 1956, Stout, Rex, Tueur d'occasion (When a Man Murders - 1954) (réédité dans L'Anthologie du mystère no 5, septembre 1964)
- no 141, octobre 1959, Stout, Rex, La Truite et l'Ambassadeur (Immune to Murder - 1955)
- no 193, février 1964, Stout, Rex, Le Chien du commissaire (A Dog in the Daytime ou Die Like a Dog ou The Body in the Hall - 1954)
- no 206, mars 1965, Stout, Rex, Quarante-huit détectives ! (Too Many Detectives - 1956)
- no 264, février 1970, Stout, Rex, Poison à la carte (début) (Poison a la carte - 1960)
- no 265, mars 1970, Stout, Rex, Poison à la carte (fin), (id.)
- no 277, mars 1971, Stout, Rex, Nero Wolfe monte un stratagème (Nero Wolfe Devises a Stratagem ou Home to Roost ou Nero Wolfe and The Communist Killer - 1951)

Et dans L'Anthologie du Mystère :
- no 2, 1962, Stout, Rex, Meurtre en coupe du monde (The World Serie Murder ou This Won't Kill You ou This Will Kill You - 1954)
- no 3, 1963, Stout, Rex, Le Meurtre du mardi (Murder on Tuesday ou Instead of Evidence - 1947)
- no 9, septembre 1966, Stout, Rex, Le Meurtre du 4 juillet (The Fourth of July Murder ou Fourth of July Picnic ou Labor Union Murder - 1958)
- no 10, mars 1967, Stout, Rex, Un Père Noël pas comme les autres (The Christmas Party Murder ou Christmas Party - 1958)
- no 14, août 1971, Stout, Rex, La Mort à cheval (Bullet for One - 1950)
- no 15, 1972, Stout, Rex, Le sang parlera (Blood with Tell - 1963)

Il est également paru en français un court roman dans Le Saint détective magazine :
- no 147 et no 148, mai et juin 1968, Stout, Rex, Les Orchidées noires (Black Orchids - 1942)

### Autres publications liées à Nero Wolfe
- Why Nero Wolfe Likes Orchids (1963)
- The Case of the Spies Who Weren't (1966)
- The Nero Wolfe Cookbook (1973)

## Anthologies de nouvelles contenant quelques nouvelles de la série
- Justice Ends at Home, and Other Stories (1977)
- Target Practice (1998)
- An Officer and a Lady and Other Stories (2000)

## Adaptations

### Au cinéma
Herbert Biberman réalise en 1936 un film intitulé Meet Nero Wolfe, d'après le roman Fer-de-lance, avec Walter Connolly dans le rôle de Nero Wolfe.
En 1937 sort The League of Frightened Men réalisé par Alfred Green, toujours avec Walter Connolly.

### À la télévision
En 1977, une série réalisée par Frank D. Gilroy, produite par Paramount Pictures, est présentée sur ABC. Le rôle de Nero Wolfe est tenu par Thayer David. De nombreux acteurs apparaissent dans la série : Anne Baxter, Brooke Adams, Biff McGuire, J. Randolph. La musique est composée par Leonard Rosenman.
En 1981, NBC amorce la diffusion de la série L'Homme à l'orchidée. Quatorze épisodes avec William Conrad (Nero Wolfe) et Lee Horsley (Archie Goodwin).
En 2000, la série américaine Les Enquêtes de Nero Wolfe met en scène Maury Chaykin (Wolfe) et Timothy Hutton (Archie).
En 2011, RAI 1 imagine que Nero Wolfe est venu s'installer en Italie et y transfère son immuable rythme de vie. Huit épisodes avec Francesco Pannofino (Nero Wolfe) et Pietro Sermonti (Archie).

### Adaptations en bandes dessinées
Les aventures de Nero Wolfe ont été adaptées en une série de bandes dessinées parue chez Lefrancq, par Jean-Claude De La Royère (scén) et Philippe Wurm (dess), dans la collection BDétectives.
1. Les Compagnons de la peur
2. La Cassette rouge (1992)

## Sources
- André-François Ruaud, Xavier Mauméjean, Jacques Baudou, Fabrice Colin et al., Les Nombreuses Vies de Nero Wolfe : un privé à New York, Lyon, les Moutons électriques, coll. « Bibliothèque rouge » (no 10), 2008, 302 p. (ISBN 978-2-915-79351-2, OCLC 470946309)
- (en) John McAleer (préf. P.G. Wodehouse), Rex Stout : a biography, Boston, Little, Brown, 1977, 621 p. (ISBN 978-0-316-55340-7, OCLC 3305493)